# ولاية مغلة
وِلَايَةُ مُغْلَةَ (بالتركية: مغله ولایت/Muğla ili) ولاية تركية تقع في منطقة إيجة في جنوب غرب البلاد. عاصمتها مدينة مغلة تبلغ مساحتها 12,716 كم2 ويبلغ عدد سكانها 715,328 نسمة كما يبلغ معدل الكثافة السكانية 56/كم2 تقع في جنوب غرب تركيا.

## إداريا
اعتبارًا من عام 2018م، تم تقسيم مقاطعة مغلة من الناحية الإدارية إلى 13 مقاطعة وبلدية و 569 حيًا. يبلغ إجمالي عدد سكان المقاطعة 967487 نسمة حتى عام 2018م.
بناءً على إجمالي عدد السكان في 13 مقاطعة، فإن أكبر ثلاث مناطق هي بدروم، فتحية وميلاس، على التوالي. وفقًا لإجمالي السكان، فإن أصغر ثلاث مقاطعات هي كافاكليدير وداتشا وأولا، على التوالي.
أقرب منطقة إلى مركز المدينة هي «أولا»، في حين أن أكثر المناطق النائية هي «سايديكيمير» على مسافة 147 كم.

## مديريات مُغلة
مديريات مُغلة هي:
1. بودروم (بالتركية: Bodrum).
2. دالامان (بالتركية: Dalaman).
3. داتشا (بالتركية: Datça).
4. فتحية (بالتركية: Fethiye).
5. كافاكليديري (بالتركية: Kavaklıdere).
6. كويجغيز (بالتركية: Köyceğiz).
7. مرماريس (بالتركية: Marmaris).
8. ميلاس (بالتركية: Milas).
9. منتشه (بالتركية: Menteşe).
10. أورطاجا (بالتركية: Ortaca).
11. سايديكيمير (بالتركية: Seydikemer).
12. أولا (بالتركية: Ula).
13. ياطاغان (بالتركية: Yatağan).

## أعلام
- جوي زاده